# コナー・ゴールドソン
コナー・ゴールドソン（1992年12月18日 - ）はイングランドのサッカー選手。ポジションはDF。アリス・リマソールFC所属。

## 経歴
ウルヴァーハンプトンに生まれ、トーマス・テルフォード・スクールに入った。
2010年5月、シュルーズベリー・タウンFCとプロ契約を結んだ。
2015年8月19日、ブライトン・アンド・ホーヴ・アルビオンFCと4年契約を結んだ。
2018年6月13日、レンジャーズFCと4年契約を結んだ。
2024年7月30日、アリス・リマソールFCに移籍した。